# Ortaffa
Ortaffa (în catalană Ortafà) este o comună în departamentul Pyrénées-Orientales din sudul Franței. În 2009 avea o populație de 1.316 de locuitori.

## Evoluția populației
| An        | 1975 | 1982 | 1990 | 1999  | 2006  | 2009  |
| --------- | ---- | ---- | ---- | ----- | ----- | ----- |
| Populație | 606  | 636  | 803  | 1.093 | 1.261 | 1.316 |